# 龚晓燕
龚晓燕（1963年4月—），陕西汉中人，中华人民共和国政治人物，中共中央党校函授学院经济管理专业本科学历。1986年9月加入中国共产党。曾任中共陕西省委宣传部副部长、省精神文明办主任。现任陕西省妇女联合会主席。

## 生平
龚晓燕早年曾在宝鸡水泵厂工作，曾任厂团委副书记、书记，政工处处长；1995年11月，被任命为共青团宝鸡市委副书记、市少工委主任，开启从政之路；1998年4月，升任共青团宝鸡市委书记、党组书记、市青联主席。在此期间，龚晓燕先后在中共中央党校函授学院、中央团校、国家行政学院、中共陕西省委党校、中国人民大学研究生院等地进修学习。2003年，40岁龚晓燕的获得重用，先后担任中共宝鸡市委政策研究室主任，中共凤县县委书记、县人大常委会主任；2006年12月，升任中共宝鸡市委常委、宣传部长；2013年5月，出任中共陕西省委宣传部副部长；当年12月起，兼任省精神文明办主任，成为正厅级干部。
2015年11月，被任命为陕西省妇女联合会主席。